# Cebiv
Cebiv är en ort i Tjeckien.   Den ligger i regionen Plzeň, i den västra delen av landet, 110 km väster om huvudstaden Prag. Cebiv ligger 477 meter över havet och antalet invånare är 272.
Terrängen runt Cebiv är lite kuperad. Runt Cebiv är det ganska tätbefolkat, med 108 invånare per kvadratkilometer. Närmaste större samhälle är Stříbro, 8,3 km söder om Cebiv. I omgivningarna runt Cebiv växer i huvudsak blandskog.